# 浄光寺 (常陸太田市)
浄光寺（じょうこうじ）は、茨城県常陸太田市塙町にある時宗寺院。

## 概略
正中元年（1324年）に、常陸国の有力御家人、佐竹氏8代当主の佐竹貞義によって母の追善供養のために創建されたと伝えられている。開山は、翌年に清浄光寺を建立する遊行4代他阿呑海上人と言う。太田城南端の台地上にある。
17代佐竹義篤、20代佐竹義昭らの墓所があったが、慶長7年に佐竹氏が久保田藩に移封されると、全て持ち去られた。この他に川野辺朝隆の墓もあったと言うが 、現在は不明。
元治元年（1864年）に起こった天狗党の乱では、二本松藩の陣屋となった。

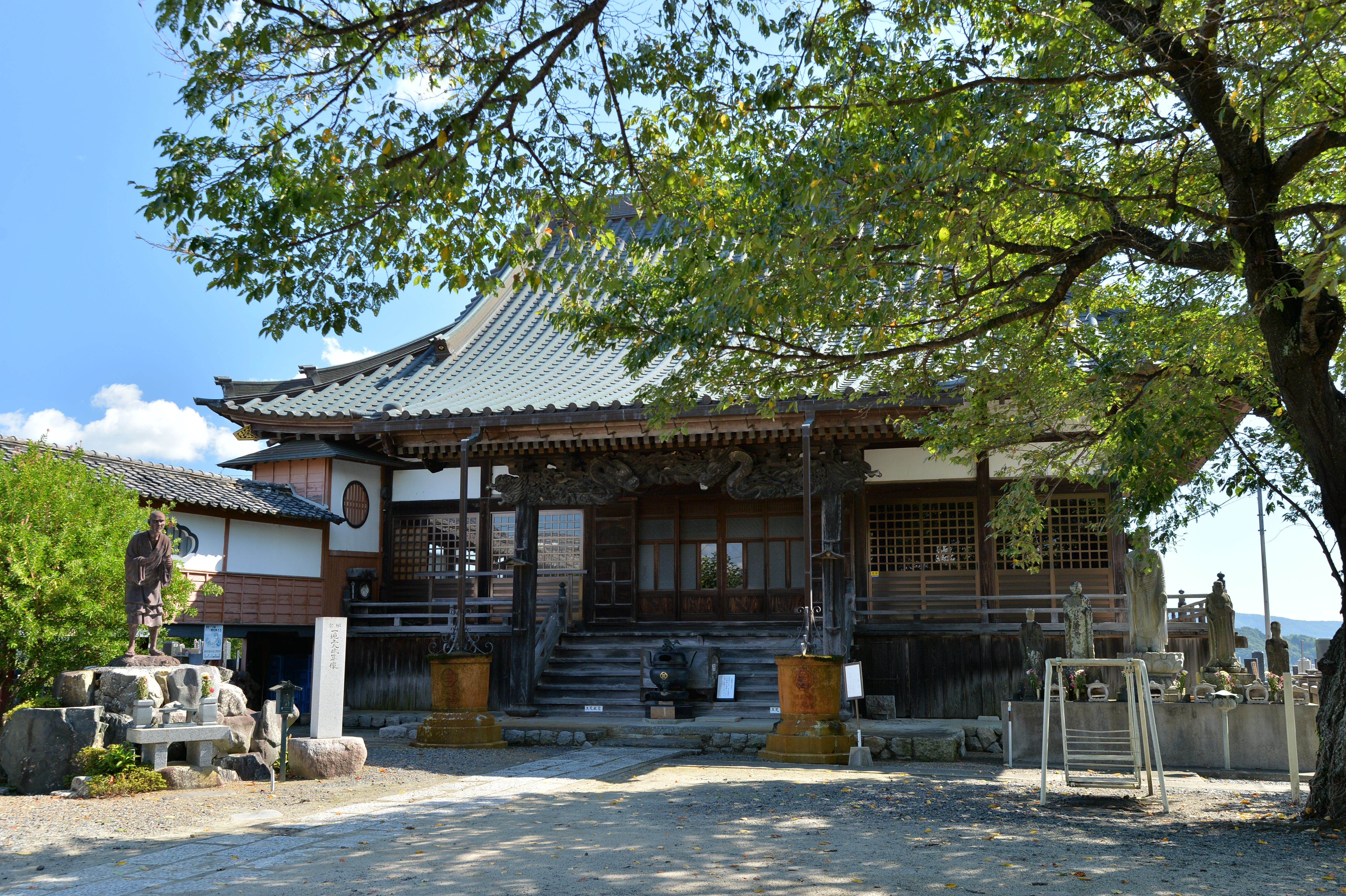
本堂
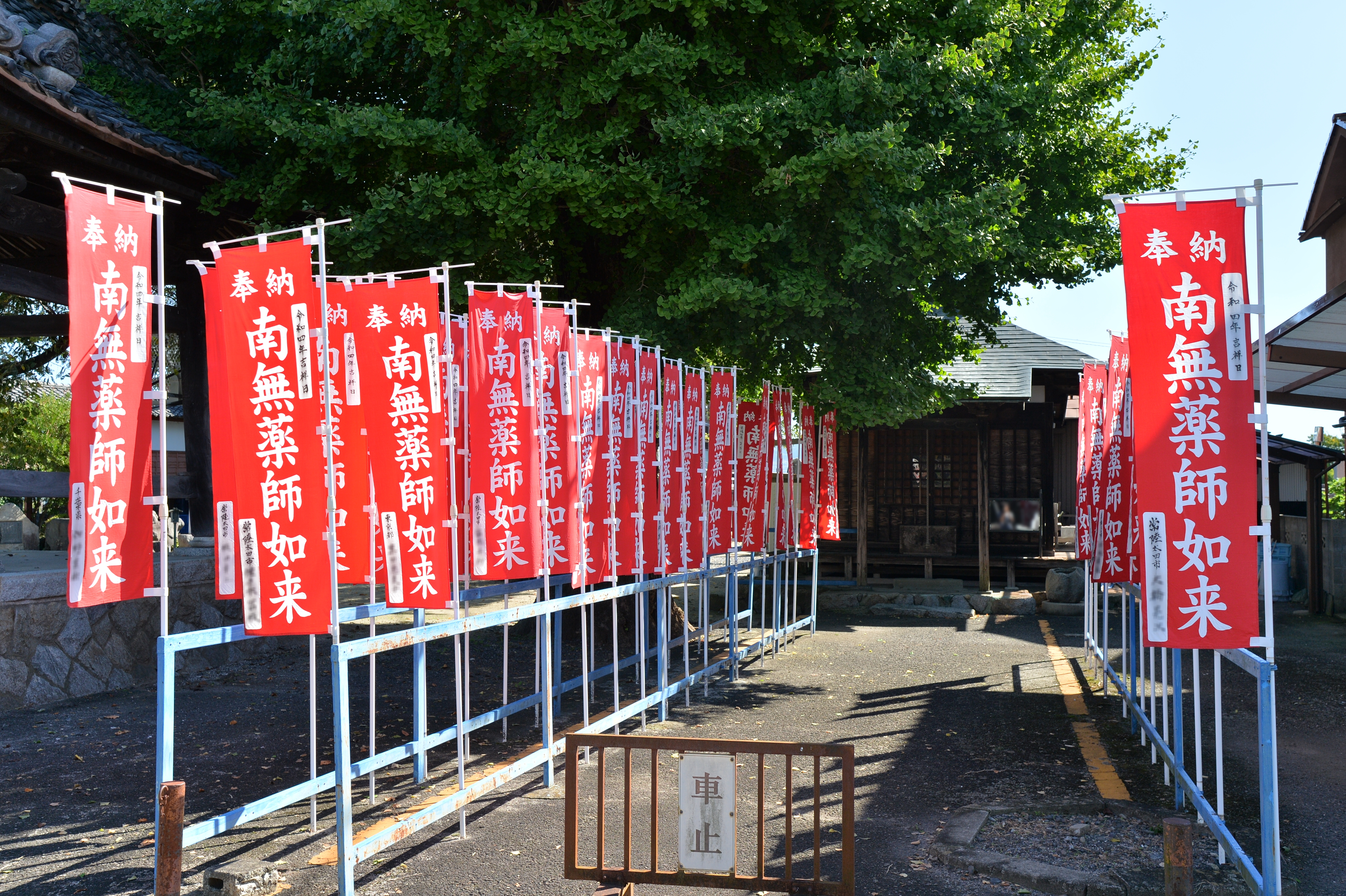
境内にある南無薬師如来

## 境内とその周辺
- 水玉稲荷神社 - 8月2日に夜祭（よまち）が行われる。
- 遍照寺 - 徒歩数分の所にあり、浄光寺が兼務。

## 交通アクセス
東日本旅客鉄道水郡線常陸太田駅から徒歩15分、または茨城交通路線バスで西2丁目バス停下車、すぐ。